# Stefan Posch (Fußballspieler)
Stefan Posch (* 14. Mai 1997 in Judenburg) ist ein österreichischer Fußballspieler. Der Verteidiger steht beim FC Bologna unter Vertrag und ist österreichischer Nationalspieler.

## Karriere

### Vereine
Posch begann seine Karriere bei der TuS Kraubath. 2008 wechselte er zum DSV Leoben. 2009 schloss sich Posch dem Grazer AK an, im Jahr 2010 kam er in die AKA HIB Liebenau. Im selben Jahr wechselte er in die Jugend des SK Sturm Graz. 2011 kam Posch zur Akademie des FC Admira Wacker Mödling, in der er bis 2014 spielte.
Im April 2014 debütierte er für die Amateure der Admira in der Regionalliga, als er am 21. Spieltag der Saison 2013/14 gegen den FAC Team für Wien in der 25. Minute für Markus Wostry eingewechselt wurde. Seinen ersten Treffer in der Regionalliga erzielte er im September 2014 bei einem 1:1-Remis gegen den SC Ritzing.
2015 wechselte Posch in das Nachwuchsleistungszentrum der TSG 1899 Hoffenheim. In der Spielzeit 2015/16 wurde er mit dessen A-Jugend deutscher Vizemeister. Zur Saison 2016/17 rückte Posch zur zweiten Mannschaft auf, die in der Regionalliga Südwest spielt. Seit Februar 2017 steht er im Profikader. Am 28. September 2017 stand Posch bei der 1:2-Niederlage in der Europa League gegen Ludogorez Rasgrad in der Startelf und gab sein Profidebüt. Am 14. Oktober 2017 spielte er beim 2:2 gegen den FC Augsburg auch erstmals in der Bundesliga. In fünf Jahren kam der Innenverteidiger zu insgesamt 109 Bundesligaeinsätzen für die Sinsheimer.
Im September 2022 wechselte Posch leihweise nach Italien zum FC Bologna. Dort traf er auf seinen Nationalteam-Kollegen Marko Arnautović. In der Saison 2022/23 kam er zu 30 Einsätzen in der Serie A, bereits vor Saisonende wurde er im Mai 2023 fest von den Italienern verpflichtet. Nach zweieinhalb Jahren in Bologna wechselte Posch im Februar 2025 leihweise innerhalb der Serie A zu Atalanta Bergamo. Während der Leihe kam er verletzungsbedingt aber nur fünfmal für Atalanta in der Serie A zum Zug.

### Nationalmannschaft
Posch spielt seit 2012 für österreichische Jugendnationalmannschaften. Mit der U19-Nationalmannschaft nahm er im Juli 2016 an der U19-Europameisterschaft in Deutschland teil. Im Turnier kam er in allen drei österreichischen Gruppenspielen zum Einsatz, die die Mannschaft als Letzter beendete und ausschied. Am 24. März 2017 debütierte Posch beim 1:1 gegen Australien in der U21-Auswahl.
Im März 2019 wurde er erstmals in den Kader der A-Nationalmannschaft berufen. Im Juni 2019 debütierte er im Nationalteam, als er im EM-Qualifikationsspiel gegen Nordmazedonien in der Halbzeitpause für Aleksandar Dragović eingewechselt wurde. Im Mai 2021 wurde er in den vorläufigen Kader Österreichs für die EM 2021 berufen und schaffte es schlussendlich auch in den endgültigen Kader, mit dem er bis zum Achtelfinale kam. Während des Turniers kam er allerdings nicht zum Einsatz.
Im Mai 2024 wurde er wiederum in den vorläufigen Kader Österreichs für die EM 2024 berufen und schaffte es schlussendlich auch in den endgültigen Kader.

## Erfolge
TSG 1899 Hoffenheim
- Deutscher A-Junioren-Vizemeister: 2015/16

## Persönliches
Poschs älterer Bruder Philipp (* 1994) ist ebenfalls Fußballspieler. Im Sommer 2020 wurde Posch in seiner Heimatgemeinde Kraubath an der Mur zum Ehrenbürger ernannt.